# Jan Cieński
Jan Cieński (ur. 7 stycznia 1905 w Pieniakach nad Seretem, zm. 26 grudnia 1992 w Złoczowie) – polski duchowny rzymskokatolicki, od 1967 jedyny (tajny) biskup katolicki na Ukrainie. Prawnuk hr. Włodzimierza Tadeusza Dzieduszyckiego.

## Życiorys
Pochodził ze szlacheckiej, zasłużonej dla kultury polskiej, rodziny Cieńskich herbu Pomian. Był synem Marii Dzieduszyckiej (wnukiem fundatora Muzeum Przyrodniczego we Lwowie hr. Włodzimierza Dzieduszyckiego) i Tadeusza Cieńskiego, polityka, posła na Sejm galicyjski, działacza społecznego, przewodniczącego Komitetu Obywatelskiego we Lwowie podczas walk o miasto w 1918 roku, senatora II RP.
W 1928 roku ukończył Akademię Rolniczą w Dublanach, po czym zapisał się na studia prawnicze na Uniwersytecie Jana Kazimierza we Lwowie, które przerwał. W 1933 wstąpił do seminarium duchownego we Lwowie i 26 czerwca 1938, w wieku 33 lat otrzymał we Lwowie z rąk arcybiskupa Bolesława Twardowskiego święcenia kapłańskie.
W latach 1938–1945 był wikariuszem, a od 26 listopada 1945 administratorem i następnie proboszczem w Złoczowie. Pełnił tam posługę duszpasterską aż do śmierci, przez 54 lata.
W okresie II wojny światowej i okupacji, ksiądz Cieński ukrywał i ratował polskich Żydów (m.in. przewoził ich do bezpieczniejszego Lwowa), był kapelanem miejscowego inspektoratu Armii Krajowej pod pseudonimem Skarga, ukrywał polskich mieszkańców Złoczowa i okolicznych wsi przed masowymi rzeziami dokonywanymi przez Ukraińców.
Po masowym morderstwie przeprowadzonym przez rosyjskich enkawudzistów na więźniach zamku złoczowskiego w 1941 ksiądz Cieński odprawiał modlitwy za pomordowanych.
Po rzezi mieszkańców Huty Pieniackiej przez ukraińskich nacjonalistów przy udziale ukraińskich żołnierzy 14 Dywizji Grenadierów SS (28 lutego 1944) pomagał w pochówkach okrutnie pomordowanych, zaopiekował się żyjącymi ofiarami, ofiary chowane w zbiorowych mogiłach żegnał żałobną liturgią w dniu 2 marca 1944.
Po wygnaniu z przedwojennych wschodnich województw II RP ludności polskiej ksiądz Jan Cieński pozostał w rodzinnym Złoczowie pełniąc dalszą posługę kapłańską, mimo stałych szykan i ataków fizycznych
W 1962 roku za prośbą kardynała Stefana Wyszyńskiego papież Jan XXIII mianował ks. Cieńskiego tajnym biskupem. Jednak dopiero 30 września 1967 podczas pobytu w Gnieźnie został on w tajemnicy oficjalnie konsekrowany na biskupa przez prymasa Polski kardynała Stefana Wyszyńskiego. Uczestnikami tej konsekracji, zachowanej w dyskrecji byli biskupi sufragani gnieźnieńscy Lucjan Bernacki i Jan Czerniak.
Po powrocie do Złoczowa biskup Cieński był zmuszony utrzymywać swoją wysoką godność w tajemnicy, m.in. nie używał insygniów biskupich.
Biskup Cieński wyświęcił potajemnie kilku kapłanów greckokatolickich i prawdopodobnie dwóch kapłanów rzymskokatolickich, m.in. obecnego sufragana archidiecezji lwowskiej bpa Leona Małego.
W piątą rocznicę śmierci okoliczni wierni ufundowali biskupowi Cieńskiemu w złoczowskim kościele tablicę pamiątkową, natomiast w dziesiątą rocznicę dzwon nazwany jego imieniem.